# Wake Forest University
Wake Forest University är ett privat universitet i Winston-Salem i North Carolina, USA, som grundades 3 februari 1834. 